# Arvigna
Arvigna é uma comuna francesa na região administrativa de Occitânia, no departamento de Ariège. Em 2010 a comuna tinha 219 habitantes (densidade: 25,5 hab./km²).